# عملية ستوراكس
عملية ستوراكس هي عبارة عن سلسلة من 47 تجربة نووية أجرتها الولايات المتحدة في 1962-1963 في موقع اختبار نيفادا. سبقت هذه الاختبارات سلسلة عملية حوض السمك وتلتها سلسلة عملية رولر كوستر.